# Guvernul George Manu
Guvernul George Manu a fost un consiliu de miniștri care a guvernat România în perioada 5 noiembrie 1889 - 15 februarie 1891.

## Componența
- Președintele Consiliului de Miniștri

George Manu (5 noiembrie 1889 - 15 februarie 1891)
- Ministrul de interne

George Manu (5 noiembrie 1889 - 15 februarie 1891)
- Ministrul de externe

Alexandru N. Lahovari (5 noiembrie 1889 - 15 februarie 1891)
- Ministrul finanțelor

Menelas Ghermani (5 noiembrie 1889 - 15 februarie 1891)
- Ministrul justiției

Theodor Rosetti (5 noiembrie 1889 - 16 noiembrie 1890)
Grigore Triandafil (16 noiembrie 1890 - 15 februarie 1891)
- Ministrul de război

General Matei Vlădescu (5 noiembrie 1889 - 15 februarie 1891)
- Ministrul cultelor și instrucțiunii publice

ad-int. Theodor Rosetti (5 - 16 noiembrie 1889)
Titu Maiorescu (16 noiembrie 1889 - 15 februarie 1891)
- Ministrul agriculturii, industriei, comerțului și domeniilor

Grigore Păucescu (5 noiembrie 1889 - 16 noiembrie 1890)
Alexandru Marghiloman (16 noiembrie 1890 - 15 februarie 1891)
- Ministrul lucrărilor publice

Alexandru Marghiloman (5 - 16 noiembrie 1889)
ad-int. Titu Maiorescu (16 noiembrie 1889 - 15 februarie 1891)

## Sursa
- Stelian Neagoe - "Istoria guvernelor României de la începuturi - 1859 până în zilele noastre - 1995" (Ed. Machiavelli, București, 1995)

| Precedat(ă) de: Guvernul Lascăr Catargiu (3) | Guvernul George Manu 5 noiembrie 1889 - 15 februarie 1891 | Succedat(ă) de: Guvernul Ioan Em. Florescu (2) |